# ゼキ・アムドゥニ
モハメド・ゼキ・アムドゥニ（Mohamed Zeki Amdouni、2000年12月4日 - ）は、スイス・ジュネーヴ出身のサッカー選手。プリメイラ・リーガ・SLベンフィカ所属。スイス代表。ポジションはMF、FW。

## クラブ経歴
セルヴェットFCやエトワール・カルージュFCの下部組織を経て、2017-18シーズンにエトワール・カルージュでシニアデビューを果たした。その後、2019年から2シーズン在籍したFCスタッド・ローザンヌ・ウシーで結果を残したことで、2021年6月9日、スーパーリーグに所属していたFCローザンヌ・スポルトに引き抜かれた。同年7月24日、スーパーリーグのFCザンクト・ガレン戦にてプロデビューを飾った。
2022年6月24日、2022-23シーズンから2シーズン続けて買い取りオプション付きの契約でFCバーゼルにレンタル移籍されることが決定した。

## 代表経歴
トルコ人の父とチュニジア人の母の下、スイスのジュネーヴに生まれたため、3カ国の国籍を保有している。世代別代表ではスイスとトルコを選択し、2022年6月、UEFAネーションズリーグに臨むスイス代表に初招集された。フル代表デビューは、同年9月27日に開催されたネーションズリーグのチェコ代表戦であり、79分にルベン・バルガスとの途中交代で記録した。
UEFA EURO 2024に選出

## タイトル
- UEFAヨーロッパカンファレンスリーグ得点王: 2022-23